# Ланкран
Ланкра́н (фр. Lancrans) — колишній муніципалітет у Франції, у регіоні Овернь-Рона-Альпи, департамент Ен. Населення — 1046 осіб (2011).
Муніципалітет був розташований на відстані близько 410 км на південний схід від Парижа, 90 км на північний схід від Ліона, 50 км на схід від Бург-ан-Бресса.

## Історія
До 2015 року муніципалітет перебував у складі регіону Рона-Альпи. Від 1 січня 2016 року належав до нового об'єднаного регіону Овернь-Рона-Альпи.
1 січня 2019 року Ланкран, Бельгард-сюр-Вальсерин i Шатійон-ан-Мішай було об'єднано в новий муніципалітет Вальсерон.

## Демографія
Динаміка населення (INSEE і Cassini ):
Розподіл населення за віком та статтю (2006):
| Стать | Всього | До 15 років | 15-24 | 25-44 | 45-64 | 65-85 | Понад 85 |
| --- | ------ | ----------- | ----- | ----- | ----- | ----- | -------- |
| Чоловіки | 493    | 106         | 48    | 137   | 138   | 60    | 4        |
| Жінки | 512    | 90          | 54    | 137   | 129   | 98    | 4        |
| \| Статево-вікова піраміда \| Статево-вікова піраміда \| Статево-вікова піраміда \| \| ----------------------- \| ----------------------- \| ----------------------- \| \| Чоловіки \| Вік \| Жінки \| \| 4 \| 85 + \| 4 \| \| 8 \| 80-84 \| 24 \| \| 20 \| 75-79 \| 27 \| \| 16 \| 70-74 \| 27 \| \| 16 \| 65-69 \| 20 \| \| 24 \| 60-64 \| 4 \| \| 16 \| 55-59 \| 27 \| \| 39 \| 50-54 \| 35 \| \| 59 \| 45-49 \| 63 \| \| 51 \| 40-44 \| 31 \| \| 35 \| 35-39 \| 55 \| \| 24 \| 30-34 \| 12 \| \| 27 \| 25-29 \| 39 \| \| 24 \| 20-24 \| 27 \| \| 24 \| 15-20 \| 27 \| \| 24 \| 10-14 \| 43 \| \| 51 \| 5-9 \| 27 \| \| 31 \| 0-4 \| 20 \| |        |             |       |       |       |       |          |
| Статево-вікова піраміда |        |             |       |       |       |       |          |
| Чоловіки | Вік    | Жінки       |       |       |       |       |          |
| 4 | 85 +   | 4           |       |       |       |       |          |
| 8 | 80-84  | 24          |       |       |       |       |          |
| 20 | 75-79  | 27          |       |       |       |       |          |
| 16 | 70-74  | 27          |       |       |       |       |          |
| 16 | 65-69  | 20          |       |       |       |       |          |
| 24 | 60-64  | 4           |       |       |       |       |          |
| 16 | 55-59  | 27          |       |       |       |       |          |
| 39 | 50-54  | 35          |       |       |       |       |          |
| 59 | 45-49  | 63          |       |       |       |       |          |
| 51 | 40-44  | 31          |       |       |       |       |          |
| 35 | 35-39  | 55          |       |       |       |       |          |
| 24 | 30-34  | 12          |       |       |       |       |          |
| 27 | 25-29  | 39          |       |       |       |       |          |
| 24 | 20-24  | 27          |       |       |       |       |          |
| 24 | 15-20  | 27          |       |       |       |       |          |
| 24 | 10-14  | 43          |       |       |       |       |          |
| 51 | 5-9    | 27          |       |       |       |       |          |
| 31 | 0-4    | 20          |       |       |       |       |          |

## Економіка
2010 року серед 666 осіб працездатного віку (15—64 років) 534 були активними, 132 — неактивними (показник активності 80,2%, у 1999 році було 77,7%). З 534 активних мешканців працювало 496 осіб (276 чоловіків та 220 жінок), безробітними було 38 (11 чоловіків та 27 жінок). Серед 132 неактивних 43 особи були учнями чи студентами, 43 — пенсіонерами, 46 були неактивними з інших причин.

У 2010 році в муніципалітеті числилось 428 оподаткованих домогосподарств, у яких проживали 1032,0 особи, медіана доходів виносила 19 698 євро на одного особоспоживача